# 維拉西爾卡山
18°57′53″S 66°40′57″W / 18.96472°S 66.68250°W

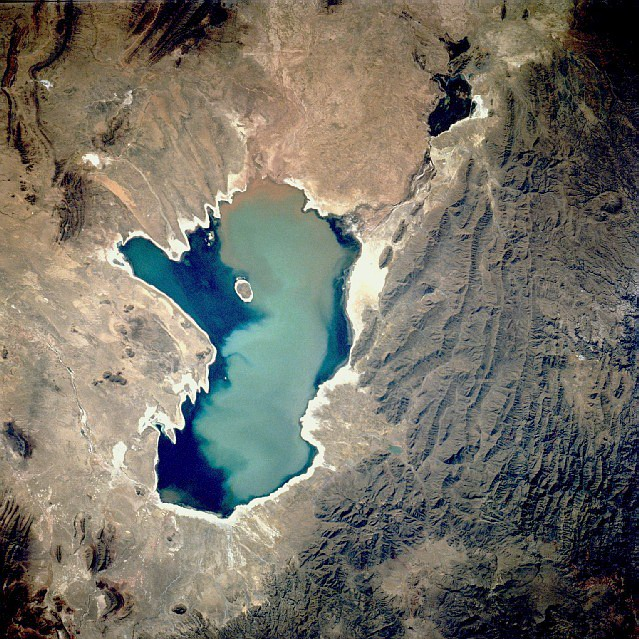

維拉西爾卡山（Wila Sirka），是玻利維亞的山峰，位於該國奧魯羅省的塞瓦斯蒂安帕加多爾省，處於錫爾基山以東，屬於安第斯山脈的一部分，海拔高度4,906米。
- . katari.org.   [September 5, 2014]. （原始内容存档于2017-10-07）.
- . ine.gob.bo.   [September 5, 2014]. （原始内容存档于2014年10月16日）.